# Renaud Boyoud

a Compétitions nationales et continentales officielles uniquement.

b Matchs officiels uniquement.
Dernière mise à jour le 28 mai 2016.
Renaud Boyoud, né le 7 mai 1980 à Grenoble, est un joueur français de rugby à XV qui évolue au poste de pilier. International français, il joue notamment au sein de l'effectif des clubs de l'US Dax et de l'Aviron bayonnais.

## Biographie
Renaud Boyoud commence la pratique du rugby à XV à l'âge de seize ans. Auparavant, il pratique le judo durant de nombreuses années. Il joue ses premiers matchs de rugby avec des amis dans un club près de la ville de Grenoble. Il évolue en junior dans le club du RC Seyssins à partir de 1992,.
Gilbert Brunat, entraîneur du US Montmélian en Fédérale 1, recrute Boyoud une fois son baccalauréat obtenu. Après trois saisons, il propose à ce dernier de tenter sa chance à un niveau supérieur, avec le club voisin du CS Bourgoin-Jallieu, entraîné par Laurent Seigne. Boyoud y retrouve deux anciens joueurs de Montmélian : les frères Mickaël et Anthony Forest[réf. nécessaire]. Après une année et peu d'apparitions en équipe première, et à l'issue de son contrat, il décline la proposition de prolongation du club berjallien. Suivi par un agent travaillant pour le compte de plusieurs clubs, Boyoud signe un contrat avec l'US Dax. Il dispute deux finales de Pro D2 pendant ses deux premières années, une perdue, puis une remportée et permettant l'accession au Top 14.
Il honore sa première cape internationale en équipe de France le 28 juin 2008 contre l'Australie, alors que les internationaux du Stade toulousain, de l'ASM Clermont Auvergne, de l'USA Perpignan et du Stade français disputaient les demi-finales du Top 14 2007-2008 dans leurs clubs respectifs. Après ces deux sélections en Australie, il bénéficie quelques mois plus tard de la blessure de Benoît Lecouls pour réintégrer le groupe français lors du Tournoi des Six Nations 2009, dans le cadre de la 2e journée contre l'Écosse et ainsi comptabiliser une troisième sélection internationale,.
À la fin de la saison 2008-2009, alors que l'US Dax redescend en Pro D2, il s'engage avec l'Aviron bayonnais. Non conservé par son club à l'issue de la saison 2012-2013, il signe en mai 2013 en faveur de son ancien club de l'US Dax un contrat de deux ans. Il rejoint à l'issue de son contrat le club landais voisin, le Stade montois. Au terme de la saison, il prend sa retraite sportive.

## Palmarès

### En club
- Championnat de France de 2e division :
  - Vainqueur de la finale : 2007 avec l'US Dax.
  - Finaliste : 2006 avec l'US Dax.

### En équipe nationale
- 3 sélections en équipe de France.
- Sélections par année : 2 en 2008, 1 en 2009.
- Tournois des Six Nations disputés : 2009.